# Franciszek Stadnicki
Franciszek Stadnicki (ur. 1742, zm. 2 marca 1810) – konfederat barski; obrońca Krakowa, starosta ostrzeszowski w latach 1768-1810; rotmistrz, poseł na sejm z ziemi wieluńskiej, właściciel 17 kluczy m.in. Rymanowa i Dukli (1809 r.), kawaler Orderów Orła Białego i Świętego Stanisława.
Syn Teresy Stadnickiej z Potockich h. Szreniawa i Antoniego Stadnickiego – starosty ostrzeszowskiego i wyszogrodzkiego. Brat – Jan Kanty Edward Stadnicki, prezes Najwyższej Izby Sprawiedliwości
Był posłem na sejm z ziemi  wieluńskiej (1764 i 1786), przedstawił przyjęty wniosek dotyczący reformy będącej w obiegu monety. Poseł na sejm 1776 roku z ziemi wieluńskiej. Był posłem na sejm 1780 roku z ziemi wieluńskiej. W latach 1792–1793 był regimentarzem województwa kaliskiego i sędzią (w czasie konfederacji barskiej brał udział wraz ze swoim regimentem w obronie krakowskiego zamku)i został uwięziony przez Rosjan. Dzięki staraniom kuzynki Teresie Ossolińskiej wyszedł z rosyjskiego więzienia. Posiadał dobra ziemskie w Królestwie Polskim i Galicji, łącznie siedemnaście kluczy; m.in. w Rymanowie. 
Żona – Teresa Wężyk herbu Wąż, córka Józefa, kasztelana Konarskiego i Heleny Jordanówny herbu Trąby.  Dzieci: Antoni Wacław Stadnicki ożeniony z Józefa z Jabłonowskich, Ignacy Stadnicki ożeniony z Ksawerą Zboińską, Anna zamężna ze Stanisławem Małachowskim, Tekla z Janem Kantym Stadnickim, Helena z Wojciechem Męcińskim. Córka Helena Stadnicka w 1809 poślubiła gen. Wojciecha Męcińskiego, i wniosła mężowi w posagu Duklę. Nagrobek jego znajduje się w przedsionku kościoła parafialnego. pw. św. Marii Magdaleny w Dukli.